# Isidoro Sota
Isidoro Sota García (* 4. Februar 1902 in Orizaba, Veracruz; † 8. Dezember 1976 in Mexiko-Stadt), auch bekannt unter dem Spitznamen Yoyo, war ein mexikanischer Fußballspieler auf der Positions des Torwarts.
Er war Mitglied der mexikanischen Fußballnationalmannschaft und nahm mit ihr an der ersten Fußball-Weltmeisterschaft 1930 teil. Dort kam er im Spiel gegen Chile zum Einsatz.
Gemeinsam mit seinen Brüdern Ernesto und Jorge wuchs Isidoro in der Industriestadt Orizaba auf, bevor alle drei beim Hauptstadtverein Club América Karriere machten. Für die Saison 1932/33 wechselte Isidoro Sota zum CF Asturias.